# انیق اوبا
انیق اوبا (به لاتین: Əniqoba) یک منطقه مسکونی در جمهوری آذربایجان است که در شهرستان قوسار واقع شده‌است. انیق اوبا ۷۳۷ نفر جمعیت دارد.